# Ewa Płonka
Ewa Płonka (ur. w Prudniku) – polska śpiewaczka operowa.

## Życiorys
Jest absolwentką Szkoły Podstawowej nr 4 i Państwowej Szkoły Muzycznej I st. im. Karola Szymanowskiego w Prudniku, a następnie Akademii Muzycznej im. Ignacego Jana Paderewskiego w Poznaniu (specjalizacja: fortepian). Naukę gry na fortepianie kontynuowała w USA – na Oklahoma City University i University of Utah, na którym uzyskała stopień doktora. Ukończyła też nowojorską Juilliard School. Początkowo jej nauczyciele sądzili, że jest mezzosopranem, jednak ostatecznie ustalono, że jej głos jest falconem, tj. jest sopranistką, której głos sięga do skali mezzosopranowej.
Występowała kilkakrotnie w Oper Frankfurt: jako Azucena w Trubadurze, Maddalena w Rigoletcie i Mary w Holendrze tułaczu. Śpiewała również w Badisches Staatstheater Karlsruhe (jako Giovanna Seymour w Annie Boleyn) oraz z Monachijską Orkiestrą Radiową i Norymberską Orkiestrą Symfoniczną. W 2013 i 2015 r. występowała w Carnegie Hall.